# 中正路 (大社區)
中正路（Zhongzheng Rd.）為高雄市大社區的南北向道路，起端銜接大社區民生路，末端為鳳旗路，編號市道186號。是往來大社區及燕巢區的重要道路。

## 行經行政區域
- 大社區

## 沿線設施
（由南至北）
- 7-ELEVEN大社門市
- 多那之咖啡高雄大社門市
- 丹丹漢堡大社店
- 7-ELEVEN鈦旺門市
- 新竹物流股份有限公司大社營業所
- 台灣菸酒股份有限公司高雄營業處（大社發貨中心）
- 台糖加油站台糖大社站

## 相關連結
- 高雄市主要道路列表